# Sugarloaf (Skigebiet)
Das Skigebiet Sugarloaf befindet sich am Sugarloaf Mountain im Franklin County im US-Bundesstaat Maine.
Es erstreckt sich von 432 m Meereshöhe bis auf 1291 m. Im Skigebiet gibt es 87 km markierte Skipisten in allen Schwierigkeitsgraden, 95 % davon können künstlich beschneit werden. 15 Liftanlagen (vier 4er-Sessellifte, ein 3er-Sessellift, acht Doppelsessellifte und zwei Schlepplifte) mit einer Beförderungskapazität von bis zu 21810 Personen pro Stunde überwinden insgesamt 859 Höhenmeter und bringen die Wintersportler bis knapp unter den Gipfel des 1295 m hohen Sugarloaf Mountain. Die Saison dauert von Mitte November bis Ende April.
Im Februar 1971 fanden im Skigebiet Weltcuprennen der Herren und der Damen statt, 1984 war es Austragungsort der alpinen Juniorenweltmeisterschaften. Außerdem fanden hier zahlreiche Nor-Am-Cup-Rennen statt und oftmals wurden hier die US-amerikanischen Meisterschaften veranstaltet.

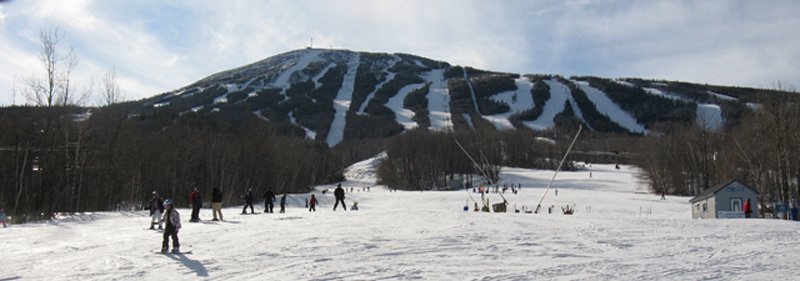
Panorama von Sugarloaf